# Almonte (Tajo)
Der Almonte ist ein etwa 97 km langer linker Nebenfluss des Tajo in der Provinz Cáceres in der Autonomen Gemeinschaft Extremadura im Südwesten Spaniens.

## Verlauf
Der Río Almonte entspringt im Norden der Gebirgskette der Sierra de Villuercas und fließt stetig in nordwestliche oder westliche Richtung durch meist unbewohntes Gebiet. Etwa 6 km östlich von Garrovillas de Alconétar mündete er schließlich in den Tajo. Heute ist die Mündung im Alcántara-Stausee untergegangen.

## Brücken
Die sogenannte „Römerbrücke“ über den Almonte war schon vorher verschwunden, die Reste der Puente de Alconétar über den Tajo wurden 6 km weiter nördlich auf einer Wiese am Flussufer versetzt.